# Frederico I de Württemberg
Frederico I Guilherme Carlos de Württemberg (em alemão: Friedrich I Wilhelm Karl von Württemberg) (Treptow an der Rega, 6 de novembro de 1754 – Estugarda, 30 de outubro de 1816) foi o Duque de Württemberg de 1797 até 1803, quando o ducado foi elevado para eleitorado, seguindo como Eleitor de Württemberg até 1806, quando foi elevado a reino. Ele continuou a reinar como Rei de Württemberg até sua morte. Era filho de Frederico II Eugénio, Duque de Württemberg, e sua esposa Frederica de Brandemburgo-Schwedt.

## Biografia
Nascido em Trzebiatów, na Polónia, Frederico era o filho mais velho de Frederico II Eugénio, Duque de Württemberg e da marquesa Frederica de Brandemburgo-Schwedt. O pai de Frederico era o terceiro filho do duque Carlos Alexandre de Württemberg e, assim, Frederico era sobrinho do duque Carlos Eugénio de Württemberg que governou durante vários anos, bem como do duque Luís Eugénio de Württemberg, nenhum dos quais tinha filhos e, por isso, era esperado que um dia Frederico herdasse o ducado.
A irmã mais nova de Frederico, Sofia Doroteia, casou-se com Paulo, futuro czar da Rússia, em 1776.
Alguns anos mais tarde, Frederico foi com ela para a Rússia, onde a imperatriz Catarina II o nomeou governador-geral da Finlândia Oriental, com capital em Viipuri.
Frederico casou-se com a duquesa Augusta de Brunsvique-Volfembutel a 15 de outubro de 1780 em Brunsvique. O casamento não foi feliz. Apesar de terem tido quatro filhos, corriam rumores de que Frederico era bissexual e tinha casos amorosos com jovens nobres.
Segundo alguns relatos, Frederico era violento com a sua esposa e, durante uma visita a São Petersburgo em dezembro de 1786, Augusta pediu protecção à imperatriz Catarina. Catarina ofereceu asilo a Augusta e ordenou que Frederico deixasse a Rússia. Quando a irmã de Frederico, Maria Feodorovna, protestou contra o tratamento dado ao seu irmão, Catarina respondeu: Não sou eu quem cobre o príncipe de Württemberg de vexame, muito pelo contrário: sou eu quem tenta esconder as suas abominações e é meu dever impedir que aconteçam mais. Augusta morreu em 1788.

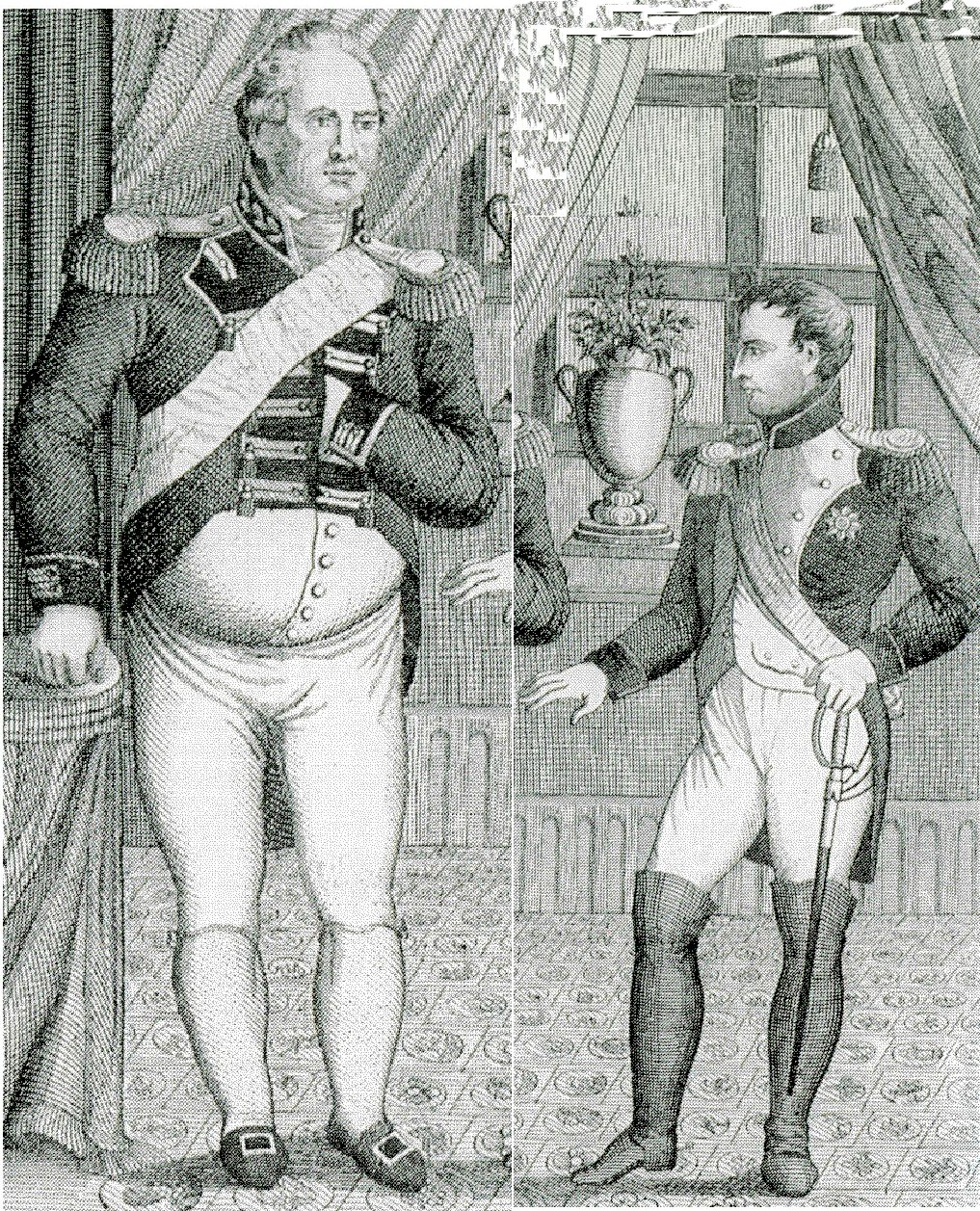
Caricatura comparando o peso e altura de Frederico e Napoleão

Em 1797, Frederico casou-se com a princesa Carlota, filha do rei Jorge III do Reino Unido.
A 22 de dezembro de 1797, o pai de Frederico, que tinha sucedido ao seu irmão como duque de Württemberg dois anos antes, morreu, e Frederico tornou-se duque de Württemberg como Frederico III. Contudo, não teria um reinado calmo por muito tempo. Em 1800, o exército francês ocupou o ducado e o duque e a duquesa fugiram para Viena. Em 1801, o duque Frederico entregou o território de Montbéliard à República Francesa e recebeu a região de Ellwangen em troca dois anos depois.
No Reichsdeputationshauptschluss, que reorganizou o império devido à anexação francesa da margem ocidental do Reno, o duque de Württemberg passou a ser reconhecido como príncipe-eleitor. Frederico assumiu este título a 25 de fevereiro de 1803 e passou a partir de então a ser conhecido como príncipe-eleitor de Württemberg. A reorganização do império também deu ao novo príncipe-eleitor controlo sob vários territórios eclesiásticos e antigas cidades livres, o que aumentou consideravelmente o tamanho dos seus territórios.
Em troca de ter fornecido uma grande ajuda militar a França, Napoleão Bonaparte reconheceu o príncipe-eleitor como rei de Württemberg a 26 de dezembro de 1805. Frederico tornou-se então rei Frederico I e subiu formalmente ao trono a 1 de janeiro de 1806, dia em que foi coroado em Estugarda. Pouco depois, Württemberg afastou-se do Sacro Império Romano-Germânico e juntou-se à Confederação do Reno, dominada por Napoleão. Mais uma vez, a aquisição de um novo título também significou um aumento de território, uma vez que os territórios de vários príncipes próximos tinham sido conquistados e anexados a Württemberg. Como símbolo da sua aliança com Napoleão, a filha de Frederico, a princesa Catarina, casou-se com o irmão mais novo de Napoleão, Jerónimo Bonaparte. A aliança do novo rei com a França tornava-o tecnicamente inimigo do seu sogro, o rei Jorge III. Contudo, as ligações dinásticas do rei permitiram-lhe tornar-se um intermediário entre a Grã-Bretanha e os vários poderes continentais.
Durante a Guerra da Libertação em 1813, Frederico trocou de lealdades e juntou-se aos aliados, onde o seu estatuto de cunhado do príncipe-regente da Grã-Bretanha (mais tarde o rei Jorge IV) e tio do czar Alexandre I da Rússia o ajudaram a ser aceite. Após a queda de Napoleão, Frederico esteve presente no Congresso de Viena onde foi confirmado o seu título de rei. 
Em Viena, Frederico e os seus ministros estavam muito preocupados com a manutenção de todos os territórios que o reino tinha conquistado nos quinze anos anteriores, no entanto, o tratamento duro que o rei tinha dado aos príncipes que perderam territórios para Württemberg, fizeram dele um dos alvos principais da organização de príncipes depostos que esperava conquistar o apoio das grandes potências para reconquistar os seus territórios perdidos. Contudo, no final, a Áustria, que era vista como aliada neutra dos príncipes, estava mais interessada em aliar-se aos estados alemães mais importantes como Württemberg do que assumir o seu papel tradicional de protectora dos estados mais pequenos do velho império. Assim, Frederico pôde manter os territórios adquiridos de forma duvidosa. O rei, juntamente com outros príncipes alemães, juntou-se à Confederação Germânica em 1815. Morreu em Estugarda em outubro do ano seguinte.

## Legado
Quando se tornou rei, Frederico deu aos seus filhos e futuros descendentes na linha masculina os títulos de príncipes e princesas de Württemberg com o tratamento de "Alteza Real", conferindo o mesmo tratamento mas os títulos de duques e duquesas de Württemberg aos seus irmãos.
Era muito alto e obeso: pelas costas era conhecido como o "Governante da Grande Barriga". Napoleão chegou mesmo a dizer que Deus tinha criado o príncipe para mostrar até que ponto a pele humana conseguia ser esticada sem rebentar. Em resposta, Frederico questionou-se como podia caber tanto veneno numa cabeça tão pequena como a de Napoleão.
Em 1810, Frederico baniu o compositor Carl Maria von Weber de Württemberg, acusando-o de utilizar mal os fundos do seu irmão, o duque Luís de Württemberg para quem Weber tinha trabalhado como secretário desde 1807.

## Descendência
Do seu casamento com a duquesa Augusta de Brunsvique-Volfembutel nasceram os seguintes filhos: 
1. Guilherme I de Württemberg (27 de setembro de 1781 – 25 de junho de 1864), casado primeiro com a princesa Carolina Augusta da Baviera; divorciaram-se sem filhos; casou-se depois com a grã-duquesa Catarina Pavlovna da Rússia; com descendência; a sua terceira e última esposa foi a princesa Paulina Teresa de Württemberg; com descendência.
2. Catarina de Württemberg (21 de fevereiro de 1783 – 28 de novembro de 1835); casada com Jerónimo Bonaparte, irmão de Napoleão Bonaparte; com descendência.
3. Sofia Doroteia de Württemberg (24 de dezembro de 1783 – 3 de outubro de 1784); morreu com menos de um ano de idade.
4. Paulo de Württemberg (19 de janeiro de 1785 – 16 de abril de 1852); casado primeiro com a princesa Carlota de Saxe-Hildburghausen; com descendência; casado depois com sua amante Magdalena Fausta Ángela de Creus y Ximenes; sem descendência. Teve também descendentes fora dos casamentos.

Do seu casamento com a princesa Carlota da Grã-Bretanha nasceu uma única filha: 
1. Paulina de Württemberg (27 de Abril de 1798)

## Genealogia
| Frederico I de Württemberg | Pai: Frederico II Eugénio, Duque de Württemberg | Avô paterno: Carlos Alexandre de Württemberg             | Bisavô paterno: Frederico Carlos de Württemberg-Winnental        |
| Frederico I de Württemberg | Pai: Frederico II Eugénio, Duque de Württemberg | Avô paterno: Carlos Alexandre de Württemberg             | Bisavó paterna: Leonor Juliana de Brandemburgo-Ansbach           |
| Frederico I de Württemberg | Pai: Frederico II Eugénio, Duque de Württemberg | Avó paterna: Maria Augusta de Thurn e Taxis              | Bisavô paterno: Anselmo Francisco, 2.º Príncipe de Thurn e Taxis |
| Frederico I de Württemberg | Pai: Frederico II Eugénio, Duque de Württemberg | Avó paterna: Maria Augusta de Thurn e Taxis              | Bisavó paterna: Maria Ludovica Ana Francisca de Lobkowicz        |
| Frederico I de Württemberg | Mãe: Frederica de Brandemburgo-Schwedt          | Avô materno: Frederico Guilherme de Brandemburgo-Schwedt | Bisavô materno: Filipe Guilherme de Brandemburgo-Schwedt         |
| Frederico I de Württemberg | Mãe: Frederica de Brandemburgo-Schwedt          | Avô materno: Frederico Guilherme de Brandemburgo-Schwedt | Bisavó materna: Joana Carlota de Anhalt-Dessau                   |
| Frederico I de Württemberg | Mãe: Frederica de Brandemburgo-Schwedt          | Avó materna: Sofia Doroteia da Prússia                   | Bisavô materno: Frederico Guilherme I da Prússia                 |
| Frederico I de Württemberg | Mãe: Frederica de Brandemburgo-Schwedt          | Avó materna: Sofia Doroteia da Prússia                   | Bisavó materna: Sofia Doroteia de Hanôver                        |